# Maurice Greene (compositor)
Maurice Greene (Londres, 12 d'agost de 1696 – 1 de desembre de 1755) fou un compositor i organista anglès.
Primer fou infant de cor en l'església de Sant Pau i després estudià amb Richard Brind, sent nomenat el 1716 organista de l'església de St. Dustan i el 1717 de la de St. André. El 1718 succeí al seu mestre com a organista de l'església de Sant Pau i el 1727 a Croft com a compositor i organista de la Capella Reial. El 1730 fou nomenat professor de música de la Universitat de Cambridge, que li concedí el títol de doctor en música, i el 1735 rebé el de compositor de l'orquestra particular del rei. Fou un dels fundadors de la Societat de Musics de Londres i entusiasta partidari de Händel.
Entre les seves nombroses obres es compten: 
- Jepphtah, oratori (1737);
- The force of truth, (1744);
- les òperes Florimel, The Judgement of Hercules, Phoebe;
- 40 Antífones, que figuren entre les millors composicions sagrades del segle xviii (1743); cànons, cantates, preludis i exercicis per a piano.